# Хартох, Роберт
Роберт Гейсбертус Хартох (нидерл. Robert Gijsbertus Hartoch; 24 марта 1947, Амстердам — 28 мая 2009, Амстердам) — нидерландский шахматист, международный мастер (1971).
В составе сборной Нидерландов участник 2-х Олимпиад (1970—1972) и 3-го командного чемпионата Европы (1965).

## Изменения рейтинга
| Графики недоступны из-за технических проблем. См. информацию на Фабрикаторе и на mediawiki.org. |